# B. Meenakshipuram
B. Meenakshipuram é uma panchayat (vila) no distrito de Theni , no estado indiano de Tamil Nadu.

## Demografia
Segundo o censo de 2001,  B. Meenakshipuram  tinha uma população de 7207 habitantes. Os indivíduos do sexo masculino constituem 50% da população e os do sexo feminino 50%. B. Meenakshipuram tem uma taxa de literacia de 55%, inferior à média nacional de 59.5%; com 60% para o sexo masculino e 40% para o sexo feminino. 10% da população está abaixo dos 6 anos de idade.